# La Gerusalemme liberata (film 1918)
La Gerusalemme liberata è un film del 1918 diretto da Enrico Guazzoni.

## Trama
Argante, re di Gerusalemme, nomina Armida a capo delle forze pagane per combattere i crociati. Clorinda salva dalla morte Olindo e Sofronia, condannati da Argante, e si scontra con Tancredi, di cui si innamora, ma il guerriero cristiano è attratto per incantesimo dalla maga Armida, da cui si libera per prender parte alla conquista di Gerusalemme. Sono anni che la crociata tra il popolo dei cristiani e dei musulmani è scoppiata, affinché i seguaci di Gesù impongano la loro fede sugli "Infedeli", tuttavia l'uno non ha sconfitto l'altro. Armida viene posseduta dai demoni e dalle forze di Satana che le fanno avere visioni riguardo al fortunato esito dell'esercito musulmano contro quello cristiano, mentre il cavaliere Rinaldo tenta di impedirlo. Però a causa della sua cattiva condotta viene allontanato. Tancredi, guerriero cristiano, giunge solo verso la fine della guerra e si innamora di una nemica: Clorinda. I due, senza saperlo, si affrontano in battaglia ed entrambi hanno il volto coperto dall'elmo; Tancredi alla fine uccide Clorinda e per porre fine al loro sacro amore battezza la moribonda. Rinaldo nel frattempo era stato catturato dalla maga Armida, definita dai cristiani una pericolosissima strega, ma viene liberato da Goffredo che, assieme a lui, sconfigge per sempre la megera e sferra un ultimo e decisivo attacco a Gerusalemme.

## La nuova versione
Nel 1934 del film venne distribuita una nuova edizione sonora con i dialoghi di Fausto Salvadori e con il commento introduttivo di Adolfo Geri che interpreta Torquato Tasso. La versione durava circa venti minuti in più di quella muta e le musiche erano curate da Luigi Avitabile.